# エルマンノ・シェルヴィーノ
エルマンノ・シェルヴィーノ（伊: Ermanno Scervino）は、2000年にデザイナーのエルマンノ・シェルヴィーノと企業家トニ・シェルヴィーノが創立したイタリアのファッションブランドである。

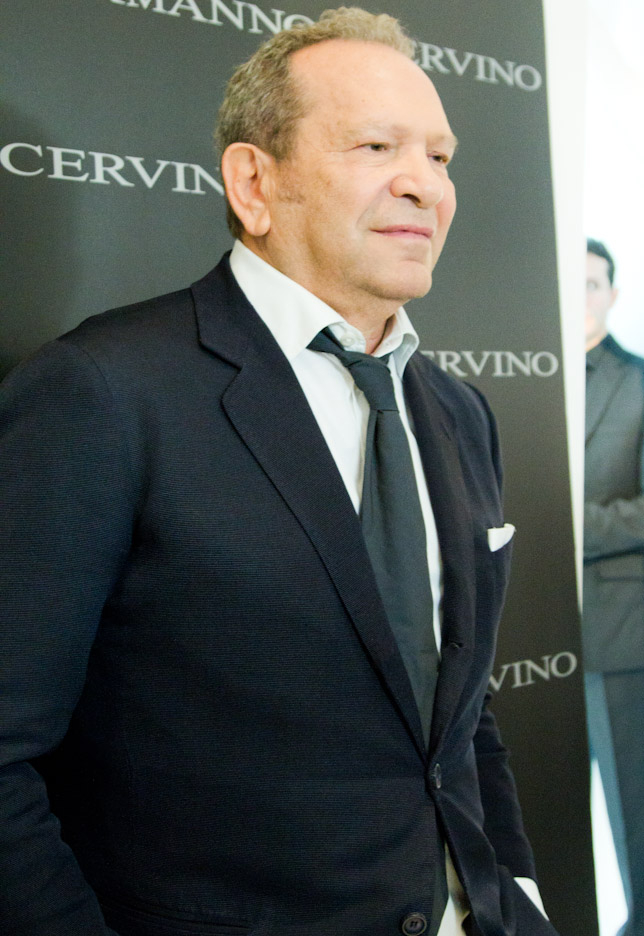
エルマンノ・シェルヴィーノ（2011年）

## 略歴
- 2000年　ニューヨークやパリでファッションを勉強した後、ファッション業界での経験を経て、自身のブランドを創設する。
- 2007年　創作および会社運営の本拠をフィレンツェ近郊のバーニョ･ア･リーポリ（Bagno a Ripoli）に移す。
- 2008年　ミラノのマンゾーニ通りに1200平方メートルのショールームを新しくオープンする。
- 2012年　上場同業他社上位50社中、この年の新規上場した8社の中で1位、全体では19位。

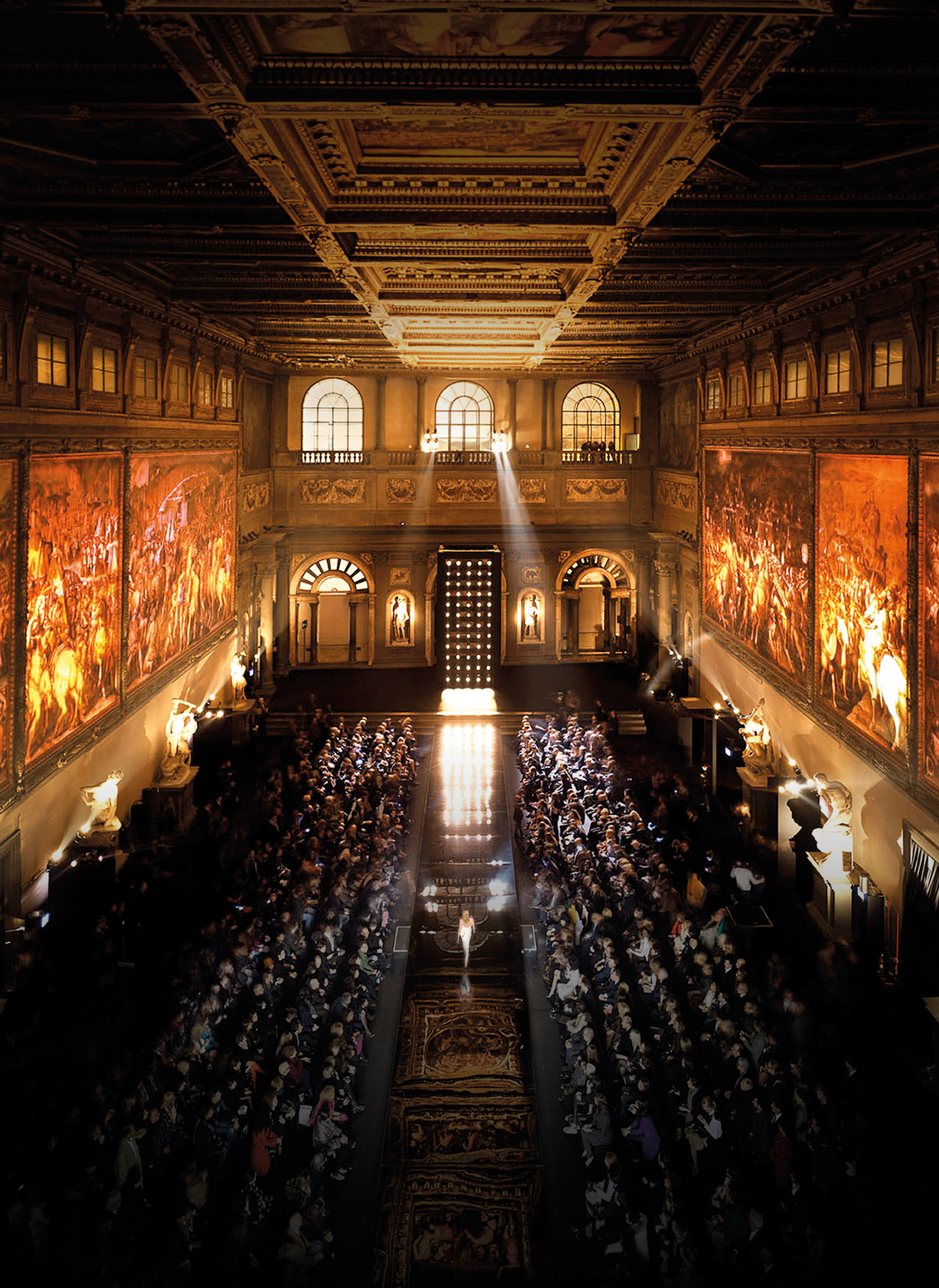
Ermanno Scervino fashion show at Salone dei Cinquecento during Pitti Immagine January 2013

## エルマンノ・シェルヴィーノ
ファーストライン「Ermanno Scervino」はエルマンノ・シェルヴィーノ・グループのメインブランドであり、最高級品を求める顧客層をターゲットにメンズおよびレディスのアパレル（プレタポルテ）、バッグ、靴などの商品を展開する。巧みな職人技が際立つ彼の「スポーツクチュール」、「見せるランジェリー」は、ブランド創設当時より彼のコレクションの重要な特徴である。
- 1999年 レディス・コレクションをスタート。
- 2003年 ミラノ・コレクションでデビュー。
- 2002年 メンズ・コレクションを展開。ピッティ・ウォーモ（世界最大級メンズ・ファッションの見本市）への参加。2005年は名誉ゲスト。
- 2007年 フィレンツェ新社屋落成
- 2013年 ピッティ・スペシャルイベントとして、ヴェッキオ宮の500人大広間にてメンズ・コレクションとレディース･プレ･コレクションショーを開催。

## アンダーウェアとビーチウェア
エルマンノ・シェルヴィーノのアンダーウェアとビーチウェアーは、“見せるランジェリー”というファーストラインのフィロソフィを受け継いでいる。

## ジュニア
「Ermanno Scervino Junior」はエルマンノ シェルヴィーノの特徴をそのまま子供向けに再現。毎年フィレンツェのピッティ ビンボに出展。

## シェルヴィーノ・ストリート
「Scervino Street」はヤング層をターゲットに、ファーストラインと比べて手ごろなプライスでファーストラインの特徴を引き継いだコレクションを展開。

## 店舗展開
エルマンノ・シェルヴィーノのコレクションは、世界各地42店のモノショップ、数多くのセレクトショップならびにデパートにて展開。

## テスティモニアル
エルマンノ・シェルヴィーノのショーには、ドリー・ヘミングウェイ（Dree Hemingway）、マルゴルシア・ベラ（Malgosia Bela）、ビアンカ・バルティ（Bianca Balti）、アレック・ウェック（Alek Wek）、エヴァ・ハーツィゴヴァ（Eva Herzigova）、ヘレナ・クリステンセン（Helena Christensen）、リー・ラスムッセン（Rie Rasmussen）、テオドラ・リチャーズ（Theodora Richards）、アリス・デラル（Alice Dellal）、メラニー・ティエリー（Melanie Thierry）ら著名なトップモデルが参加。また広告キャンペーンではピーター・リンドバーグ（Peter Lindbergh）、マリオ・ソレンティ（Mario Sorrenti）、パトリック・デマルシェリエ（Patrick Demarchelier）、パオロ・ロヴェルシ（Paolo Roversi）、フランチェスコ・カロッツィーニ（Francesco Carozzini）などの有名な写真家を起用。